# 猶地亞龍屬
犹地亚龙（学名：Judeasaurus）是小型水生巨蜥超科蜥蜴已灭绝的一个属，与沧龙超科近缘。唯一已知标本发现于晚白垩世以色列及约旦河西岸地区附近的犹大山脉，但确切产地未知。